# Engelbertermolenpolder
De Engelbertermolenpolder is een voormalige molenpolder (waterschap) in de provincie Groningen.
De polder waterde af via de Engelberterwaterlossing, die uitkwam in de Borgsloot. Het gebied is in 1871 opgegaan in de Westerbroekster-Engelbertermolenpolder.
Waterstaatkundig gezien ligt het gebied sinds 2000 binnen dat van het waterschap Hunze en Aa's.